# Теннантит
Теннантит — минерал из класса сульфосолей, относится к группе тетраэдрита. Открыт в 1819 году, назван в честь английского химика Смитсона Теннанта (1761—1815).

## Кристаллография
Точечная группа — 4 3m — Hextetrahedral
Пространственная группа — I4 3m
Сингония — Кубическая
Параметры ячейки — a = 10.19Å
Число формульных единиц (Z) — 2
Объем элементарной ячейки — V 1,058.09 Å³ (рассчитано по параметрам элементарной ячейки)
Двойникование — Обычно. Двойниковая ось [111], двойниковая плоскость {111}

## Генезис
Теннантит встречается в рудах медных и свинцово-цинковых месторождений в ассоциациях с кварцем, пиритом, халькопиритом, арсенопиритом и другими сульфидами. При выветривании легко замещается агрегатом вторичных минералов, среди которых преобладают (малахит, азурит, ковеллин).

## Формы выделения
Обычно теннантит выделяется в виде сплошных и зернистых масс. Также образует кристаллы тетраэдрического облика. Часто встречаются двойники. Для теннантина характерны эпитаксические сростки с халькопиритом.

## Замещения
Медь в теннантите замещается множеством других химических элементов. Самыми частыми примесями являются железо, цинк и серебро, реже свинец, ртуть и кобальт. Мышьяк и сера в теннантите могут замещаться сурьмой и висмутом. Разновидность теннантита, обогащённая серебром и цинком, называется биннитом, разновидность с содержанием висмута называется аннивитом.

## В роли руды
Содержание меди в теннантите достигает 48 % от веса. Это позволяет использовать теннантит в качестве медной руды. Попутно с медью добывают серебро и висмут.

## Месторождения
Основные месторождения теннантита располагаются в Швейцарии (Бинненталь), Намибии (Цумеб), Германии (Саксония), США (Монтана, Бутт), Перу и Мексике.